# Vallecalle
Vallecalle je naselje in občina v francoskem departmaju Haute-Corse regije - otoka Korzika. Leta 2010 je naselje imelo 111 prebivalcev.

## Geografija
Kraj leži v severnem delu otoka Korzike 21 km jugozahodno od središča Bastie.

## Uprava
Občina Vallecalle skupaj s sosednjimi občinami Barbaggio, Farinole, Oletta, Olmeta-di-Tuda, Patrimonio, Poggio-d'Oletta in Saint-Florent sestavlja kanton Conca-d'Oro s sedežem v Oletti. Kanton je sestavni del okrožja Calvi.